# Ideopsis palawana
Ideopsis palawana är en fjärilsart som beskrevs av Hans Fruhstorfer 1910. Ideopsis palawana ingår i släktet Ideopsis och familjen praktfjärilar. Inga underarter finns listade i Catalogue of Life.